# Zavrishiji
Zavrishiji ali zavrišiji (znanstveno ime Saurischia) so ena izmed dveh glavnih skupin dinozavrov, pri čemer drugo predstavljajo tako imenovani ornitishiji (Ornithischia). Beseda Saurischia, ki pomeni "takšen s plazilskim okolčjem", izhaja iz grške sauros (σαῦρος) oziroma kuščar in ischion (ἴσχιον) ali kolčni sklep. V letu 1888 je britanski paleontolog Harry Seeley dinozavre razdelil v dva redova, ki sta temeljila na zgradbi kolka. Danes se navadno zavrishiji ne obravnavajo na ravni reda, ampak predstavljajo svoj nerangiran klad (monofiletsko skupino).

## Opis in osnovne značilnosti
Tradicionalno se med zavrishije uvršča vse mesojede dinozavre (predvsem raznolike tipe teropodov, Theropoda), ves razred ptičev in eno oziroma dve liniji rastlinojedih dinozavrov, zavropodomorfe (Sauropodomorpha). Ob koncu krede so v kredno-terciarnem izumrtju izumrli vsi značilni mezozojski zavrishiji, med preživelimi so ostali le predniki recentnih ptičev. V filogenetski klasifikaciji se ptiče dojema kot podklad zavrishijev, ker izvirajo iz ene od skupin teropodov.
Od ornitishijev se zavrishije ločuje na podlagi zgradbe njihovega kolka, pri čemer imajo zavrišiji trodelno medenico, katere sramnica (os pubis) je usmerjena naprej. Medenica ornitishijev je zgrajena iz sramnice, ki je obrnjena nazaj in nameščena vzporedno s sednico (ischium ali os ischii). Pogosto je na medenici ornitišijev naprej obrnjen izrastek, kar daje celotnemu kostnemu obroču štiridelno obliko. Prav zgradba kolkov je Seeleya napeljana na to, da je zavrishije poimenoval "dinozavri s plazilskim okolčjem", saj ga je anatomija kostnega obroča spominjala na živeče kuščarje in druge plazilce.
Na podoben način so svoje ime dobili ornitishiji ali "dinozavri s ptičjim okolčjem", katerih okolčje je britanskega paleontologa asociiralo na kolke ptičev. Kljub temu Seeley ni trdil, da bi bila med ptiči in ornitišiji kakšna sorodstvena povezava. Novejše raziskave so pokazale, da se je tako imenovano "ptičje okolčje" razvilo večkrat v raznolikih in neodvisnih linijah dinozavrov; najprej v samih ornitishijih, zatem v liniji zavrishijev, ki je predstavljala osnovo za nastanek ptičev, in na koncu v taksonu Therizinosauria, ki se jo prav tako uvršča med zavrishije. Gre za izrazit primer konvergentne evolucije, saj so omenjene linije neodvisno druga od druge razvile podobno zgradbo kolkov, ki naj bi bila prilagoditev na njihovo rastlinsko ali vsejedo prehrano.
- Zgradba kolka zavrishijev: zgoraj črevnica (ilium), levo sramnica (pubis) in desno sednica (ischium).
- Tiranozaver, Tyrannosaurus spada med zavrishije, s katerimi si deli tudi značilno plazilsko okolčje.
- Posebnost kolka ornitishijev sta vzporedno nameščeni sramnica (pubis) in sednica (ischium).
- Edmontozaver, Edmontosaurus je pripadnik ornitishijev in ima tako imenovano ptičje okolčje.

## Klasifikacija
V svoji študiji, v kateri je Seeley poimenoval dva osnovna redova dinozavrov, zavrishije in ornitishije, je britanski paleontolog omenil tudi nekdanje tradicionalne klasifikacije dinozavrov (ti so bili takrat na nivoju biološkega reda). Seeleyevega odobravanja je bila deležna predvsem klasifikacija ameriškega paleontologa Othniela Charlesa Marsha iz leta 1878, ki je delil dinozavre na štiri glavne redove: Sauropoda (zavropodi), Theropoda (teropodi), Ornithopoda (ornitopodi) in Stegosauria (stegozavri). Ta imena se uporabljajo še danes, dojema pa se jih v glavnem na ravni podredov oziroma kladov znotraj zavrishijev in ornitishijev.
Seeley si je prizadeval za klasifikacijo, ki bi temeljila na manjšem številu osnovnih razlik med glavnimi skupinami dinozavrov in lastnostmi, ki dinozavre ločijo od drugih plazilcev. Temu kriteriju je zadostila zgradba kolčnice (kosti kolkov). Ugotovil je, da je s to lastnostjo mogoče razdeliti vse Marshove štiri redove na dve glavni skupini. Posledično je stegozavre in ornitopode uvrstil med ornitishije, medtem ko je teropode in zavropode združil v skupini zavrishijev. Nadalje je Seeley uporabil anatomijo kolkov in nekatere druge razlike, da je zatrdil, da dinozavri ne predstavljajo naravne skupine (klada), ampak dva popolnoma raznolika redova, ki sta se iz primitivnih arhozavrov (Archosauria) razvila neodvisno drug od drugega. To mišljenje je dobilo veliko javne podpore in trajalo je nekaj desetletij, da so leta 1960 znanstveniki znova začeli dinozavre dojemati kot enotno, naravno skupino, pri čemer ornitishiji in zavrishiji predstavljajo dve sorodni skupini, ki ju združuje večja medsebojna evolucijska sorodnost kot z drugimi arhozavri.
Kljub temu, da Seeleyeva ideja o polifiletskih dinozavrih (Dinosauria) nima več podpore med paleontologi, imajo njegovi ornitishiji in zavrishiji še vedno pomembno vlogo v klasifikaciji dinozavrov, saj jih podpirajo mnoge moderne kladistične analize. Na podlagi omenjenih spoznanj se zavrishije dojema kot klad, ki vsebuje še en manjši klad Eusaurischia (pravi zavrishiji), kamor spadajo teropodi in zavropodomorfi, ter družino Herrerasauridae, katere pripadniki so se od pravih zavrishijev (Eusaurischia) odcepili pred ločitvijo na teropode in zavropodomorfe. Ptiči, ki izvirajo iz teropodnih prednikov, so tako med pravimi zavrishiji. Klasifikacijo prikazuje spodnji kladogram.
|              | Herrerasauridae                                               |
|              |                                                               |
| Eusaurischia | \| \| Theropoda \| \| \| \| \| \| Sauropodomorpha \| \| \| \| |
|              | \| \| Theropoda \| \| \| \| \| \| Sauropodomorpha \| \| \| \| |
|              | Theropoda                                                     |
|              |                                                               |
|              | Sauropodomorpha                                               |
|              |                                                               |

|  | Theropoda       |
|  |                 |
|  | Sauropodomorpha |
|  |                 |

Alternativo Seeleyevi klasifikaciji je v svoji knjigi Herezije dinozavrov (The Dinosaur Heresies) iz leta 1986 predlagal ameriški paleontolog Robert T. Bakker. Po njegovem mnenju spadajo teropodi v svojo skupino, medtem ko skupina Phytodinosauria ("rastlinski dinozavri") združuje vse rastlinojede dinozavre (zavropodomorfe in ornitishije). Hipoteza o taksonu Phytodinosauria je temeljila predvsem na predvideni povezavi med ornitishiji in prozavropodi (Prosauropoda), pri čemer naj bi se ornitišiji razvili iz slednjih. Kasneje je bilo ugotovljeno, da hipoteze fosilni in molekularni dokazi ne podpirajo.
Raziskava iz leta 2017, ki so jo opravili Matthew Grant Baron, David B. Norman in Paul M. Barrett, je nakazala, da naj zavrishiji ne bi bili monofiletski, kar je v nasprotju s tradicionalno klasifikacijo. Saurischia je po mnenju avtorjev študije parafiletska skupina. Naravna skupina zavrishijev bi morala izključiti teropode, ki naj bi bili sestrska skupina ornitishijev, v na novo definiranem kladu Ornithoscelida. Tako med zavrišiji ostanejo le zavropodomorfi (Sauropodomorpha) in družina Herrerasauridae. Spodnji kladogram prikazuje klasifikacijo, ki jo zagovarja omenjena študija. Objavljenih je bilo tudi nekaj novejših študij, katerih rezultati se ne ujemajo z raziskavo Barona in sodelavcev, ter podpirajo tradicionalno razvrščanje. Potrebne so še dodatne raziskave, da bo lahko strokovna javnost bolje presodila tradicionalno in moderno kladistično klasifikacijo dinozavrov.
|  | Herrerasauridae |
|  |                 |
|  | Sauropodomorpha |
|  |                 |

|  | Ornithischia |
|  |              |
|  | Theropoda    |
|  |              |

|  | Herrerasauridae |
|  |                 |
|  | Sauropodomorpha |
|  |                 |

|  | Ornithischia |
|  |              |
|  | Theropoda    |
|  |              |